# Roumanie au Concours Eurovision de la chanson 2017
La Roumanie est l'un des quarante-deux pays participants du Concours Eurovision de la chanson 2017, qui se déroule à Kiev en Ukraine. Le pays est représenté par Ilinca et Alex Florea et leur chanson Yodel It, sélectionnés via l'émission Selecția Națională. Le pays termine 7e avec 282 points lors de la finale du Concours.

## Sélection
Le diffuseur roumain confirme sa participation le 13 octobre 2016. La sélection du représentant et de la chanson du pays se fera le 5 mars 2017 lors de l'émission Selecția Națională.

### Format
Pour sa sélection, la Roumanie ouvre, du 20 décembre 2017 au 22 janvier 2017, une période pour que les artistes et compositeurs soumettent leurs chansons pour la sélection. Des 84 chansons soumises au diffuseur, 72 sont retenues pour le premier stade de la compétition : des auditions tenues du 27 au 29 janvier, à la suite desquelles seuls quinze artistes se qualifient pour la suite de la sélection.
Les quinze artistes retenus participent à la demi-finale de la sélection. Lors de celle-ci, cinq professionnels attribuent des points selon le modèle de l'Eurovision — de 1 à 8 points, puis 10 et 12 — à leurs chansons favorites. Les cinq derniers sont alors éliminés. Enfin, lors de la finale, le gagnant est désigné par le télévote roumain.

### Chansons
| Participants aux auditions            | Participants aux auditions    |
| Artiste                               | Chanson                       |
| ------------------------------------- | ----------------------------- |
| 30 Music Street                       | Pagina de ieri                |
| Alexandra Crăescu                     | Hope                          |
| Alexandra Haidău                      | Cutremur                      |
| Alenna                                | Something Special             |
| Ana-Maria Mirică                      | Spune-mi tu                   |
| Andreea Cristina Andrei & Adonis Boom | To Love You                   |
| Andreea Cristina Andrei & Adonis Boom | Obsession                     |
| Anneli Zetterberg                     | Follow Through                |
| Ayona                                 | Dream On                      |
| Banda Hoinarii                        | Balkanitza                    |
| Berniceya                             | Ice Cream                     |
| Cătălin Barbu                         | When Love Is Over             |
| Cezar Dometi & Alice Jeckel           | De ce                         |
| Claudiu Mirea                         | Magnet                        |
| Cristina Vasiu                        | Set the Skies on Fire         |
| D-lema                                | Adventure                     |
| Daniel Lazăr                          | Lume                          |
| Dannyi                                | Sunt cu capul (dar îmi place) |
| Dixit                                 | In My Dreams                  |
| Dora & Johnny                         | Give Me a Sign                |
| Dorel Giurgiu                         | Be Strong!                    |
| Dragoș Emanuel Grigorescu             | You'll Go Mad                 |
| Eduard Santha                         | Wild Child                    |
| Elizé & No Stress                     | Fără bariere                  |
| Emanuela Stanciu                      | Rain in May                   |
| Florin Chilian                        | Colț de lup                   |
| Georgia                               | Unblock                       |
| Hellen                                | Never Let Go                  |
| Hteththemeth                          | My Fantasy Empire             |
| Ianna Novac                           | You Can Never Die             |
| Ilinca feat. Alex Florea              | Yodel It!                     |
| Instinct                              | Petale                        |
| Instinct                              | Children of the Sky           |
| Klyde                                 | Defect                        |
| Klyde                                 | Chemistry                     |
| Koszika                               | Closer                        |
| Lina Sandén                           | After You                     |
| Lion's Roar                           | I Set You Free                |
| Lora                                  | I Know                        |
| Marcel Roșca                          | All of My Heart               |
| Maria Andreea                         | Reina                         |
| Maria Magdalena Dănăilă               | Iubire                        |
| Marius Bălan                          | Mă seduci                     |
| Maxim                                 | Adu-ți aminte                 |
| MIHAI                                 | I Won't Surrender             |
| Mikhail                               | Sail Back                     |
| Milan                                 | Regele minciunilor            |
| Miryam                                | Escape                        |
| Nora Deneș                            | Mother                        |
| Phillip Rushton                       | I Want You                    |
| Pitt Leffer                           | My Life                       |
| Ramona Nerra                          | Save Me                       |
| Rawanne                               | Make You Feel Love            |
| Rheeya                                | My Story                      |
| Rodica Anghelescu                     | Gândul                        |
| Sergiu Bolotă                         | We Were Young                 |
| Shiny & Rusty                         | Let Me Take Your Smile        |
| Silvia Ștefănescu                     | To the Sun                    |
| Stephan                               | Someone (Like You)            |
| Tania                                 | Hurricane                     |
| Tania Popa                            | Fata tuturor                  |
| Tavi Bros                             | Globetrotter                  |
| Tavi Colen & Emma                     | We Own the Night              |
| Teodora Dinu                          | Tear Up the Dark              |
| Teodora Dinu                          | Here We Are                   |
| The Band                              | Choose Me                     |
| The M's                               | The Only Reason               |
| Tudor Turcu                           | Limitless                     |
| Tudor Turcu                           | Walking in Time               |
| VERDE                                 | My Life's a DJ                |
| Xandra                                | Walk On By                    |
| Zanga                                 | Două sticle                   |

| Chansons sélectionnées pour la demi-finale | Chansons sélectionnées pour la demi-finale |
| Artiste                                    | Chanson                                    |
| ------------------------------------------ | ------------------------------------------ |
| Alexandra Crăescu                          | Hope                                       |
| Ana-Maria Mirică                           | Spune-mi tu                                |
| Cristina Vasiu                             | Set the Skies on Fire                      |
| D-lema                                     | Adventure                                  |
| Eduard Santha                              | Wild Child                                 |
| Elizé & No Stress                          | Fără bariere                               |
| Ilinca feat. Alex Florea                   | Yodel It!                                  |
| Instinct                                   | Petale                                     |
| Maxim feat. Nicolae Voiculeț               | Adu-ți aminte                              |
| MIHAI                                      | I Won't Surrender                          |
| Ramona Nerra                               | Save Me                                    |
| Tavi Colen & Emma                          | We Own the Night                           |
| Tudor Turcu                                | Limitless                                  |
| Xandra                                     | Walk On By                                 |
| Zanga                                      | Două sticle                                |

### Émissions

#### Demi-finale
| Ordre | Artiste                      | Chanson               | Votes    | Votes     | Votes | Votes     | Votes       | Total | Place |
| Ordre | Artiste                      | Chanson               | A. Tudor | P. Seling | Ovi   | L. Anghel | A. Romcescu | Total | Place |
| ----- | ---------------------------- | --------------------- | -------- | --------- | ----- | --------- | ----------- | ----- | ----- |
| 1     | Elizé & No Stress            | Fără bariere          | —        | —         | 2     | 3         | 2           | 7     | 11    |
| 2     | Cristina Vasiu               | Set the Skies on Fire | 7        | 7         | 4     | 7         | 7           | 32    | 4     |
| 3     | Tudor Turcu                  | Limitless             | —        | 5         | —     | —         | 1           | 6     | 12    |
| 4     | Ramona Nerra                 | Save Me               | 3        | 1         | 3     | 6         | 6           | 19    | 6     |
| 5     | Instinct                     | Petale                | 6        | 3         | 5     | 5         | 5           | 24    | 5     |
| 6     | Eduard Santha                | Wild Child            | 2        | 6         | 7     | 4         | —           | 19    | 7     |
| 7     | Tavi Colen & Emma            | We Own the Night      | 1        | —         | 1     | 2         | 4           | 8     | 9     |
| 8     | Zanga                        | Două sticle           | 5        | —         | —     | —         | —           | 5     | 13    |
| 9     | Ilinca feat. Alex Florea     | Yodel It!             | 12       | 12        | 12    | 12        | 12          | 60    | 1     |
| 10    | Alexandra Crăescu            | Hope                  | —        | 4         | —     | 1         | —           | 5     | 14    |
| 11    | Maxim feat. Nicolae Voiculeț | Adu-ți aminte         | —        | 2         | 6     | —         | —           | 8     | 8     |
| 12    | D-lema                       | Adventure             | —        | —         | —     | —         | —           | 0     | 15    |
| 13    | MIHAI                        | I Won't Surrender     | 10       | 8         | 10    | 8         | 8           | 44    | 3     |
| 14    | Ana-Maria Mirică             | Spune-mi tu           | 4        | —         | —     | —         | 3           | 7     | 10    |
| 15    | Xandra                       | Walk On By            | 8        | 10        | 8     | 10        | 10          | 46    | 2     |

#### Finale
| Ordre | Artiste                      | Chanson               | Télévote | Place |
| ----- | ---------------------------- | --------------------- | -------- | ----- |
| 1     | Ana-Maria Mirică             | Spune-mi tu           | 913      | 10    |
| 2     | Ilinca feat. Alex Florea     | Yodel It!             | 10377    | 1     |
| 3     | Eduard Santha                | Wild Child            | 1331     | 8     |
| 4     | Xandra                       | Walk On By            | 2556     | 5     |
| 5     | MIHAI                        | I Won't Surrender     | 5201     | 2     |
| 6     | Maxim feat. Nicolae Voiculeț | Adu-ți aminte         | 2800     | 4     |
| 7     | Tavi Colen & Emma            | We Own the Night      | 1128     | 9     |
| 8     | Instinct                     | Petale                | 3763     | 3     |
| 9     | Ramona Nerra                 | Save Me               | 2102     | 7     |
| 10    | Cristina Vasiu               | Set the Skies on Fire | 2222     | 6     |

## À l'Eurovision
La Roumanie participé à la deuxième demi-finale, le 11 mai 2017. Arrivé 6e avec 174 points, le pays se qualifie pour la finale du 13 mai 2017, où il termine 7e avec 282 points.